# In der Heimat, da gibt’s ein Wiedersehn!
In der Heimat, da gibt’s ein Wiedersehn! ist ein deutsches Stummfilmlustspiel aus dem Jahre 1926 von und mit Reinhold Schünzel. 
Der Filmtitel ist einer Zeile aus dem Kehrreim „Die Vöglein im Walde“ entlehnt, der zu einem Soldatenlied auf eine Weise von Friedrich Silcher mit dem Text von Hugo Zuschneid (1861 – 1932) gehört.

## Handlung
Im Mittelpunkt der Handlung stehen die Kriegserlebnisse von drei grundverschiedenen Typen, angeführt von dem Berliner Original Gustav Knospe, die die Einberufung zusammengeführt hat. Sie alle – neben Gustav auch der Privatgelehrte Ernst Körner und der amüsante Jude Siegfried – sind Reservisten und haben an der Front wie in der Etappe sehr unterschiedliche Erlebnisse, wobei auch die Liebe nicht zu kurz kommt. Am Ende überwiegen die heiteren Begebenheiten gegenüber den dramatischen und tragischen.

## Produktionsnotizen
In der Heimat, da gibt’s ein Wiedersehn! entstand von Mai bis Oktober 1926 in Berlin, passierte am 10. November desselben Jahres die Filmzensur
und wurde am 23. Dezember 1926 in Berlins Mozartsaal und Tauentzienpalast uraufgeführt. Die Länge des für die Jugend freigegebenen Siebenakters betrug 2014 Meter. In Österreich lief der Film am 27. Mai 1927 an.
Karl Machus und Fritz Kraencke gestalteten die Filmbauten.
Co-Regisseur Leo Mittler wie auch die Darsteller Margot Walter, Max Ehrlich und Ludwig Stössel gaben hier ihr Filmdebüt.

## Kritik
Im Grazer Tagblatt war zu lesen: „Sieben Akte herzerfreuend natürlichen, manchmal leise rührenden Humors (…) Die Schicksale der ungleichen Drei, die Leiden und Freuden ihres Kriegserlebens bringt dieser Film … mit tränenlachender Komik.“